# Шапошников, Николай Степанович
Никола́й Степа́нович Ша́пошников (10 февраля 1921, Кулешовка, Сергеевское сельское поселение — 16 декабря 2004) — командир орудия 1956-го истребительно-противотанкового артиллерийского полка 40-й отдельной истребительно-противотанковой артиллерийской бригады 63-й армии Белорусского фронта; 47-й армии 1-го Белорусского фронта; 3-й ударной армии 1-го Белорусского фронта, старший сержант.

## Биография
Родился 10 февраля 1921 года в селе Кулешовка (ныне — Подгоренского района Воронежской области). Украинец. Член КПСС с 1969 года. Окончил 7 классов. Работал на Сталинградском тракторном заводе.
В Красной Армии с 1940 года. Служил в 156-м стрелковом полку имени Киквидзе.
На фронте в Великую Отечественную войну с июня 1941 года. Участник Сталинградской и Курской битвы. Принимал участие в форсировании Днепра, Западного Буга, Вислы, Одера и Нейсе, в освобождении Варшавы, Франкфурта-на-Одере и города Кюстрина, в штурме Берлина.
Командир орудия 1956-го истребительно-противотанкового артиллерийского полка старший сержант Николай Шапошников в боях за расширение плацдарма на правом берегу реки Днепр и в ходе переправы через реку Друть прямой наводкой истребил до взвода пехоты. Был дважды ранен, но поля боя не покинул. 9 февраля 1944 года у села Турск подбил вражеский танк. Указом Президиума Верховного Совета СССР от 5 марта 1944 года за образцовое выполнение заданий командования в боях с немецко-вражескими захватчиками старший сержант Шапошников Николай Степанович награждён орденом Славы 3-й степени.
В начале августа 1944 года в боях у города Станиславов Николай Шапошников в том же составе уничтожил танк и 10 противников. Указом Президиума Верховного Совета СССР от 15 октября 1944 года за образцовое выполнение заданий командования в боях с немецко-вражескими захватчиками старший сержант Шапошников Николай Степанович награждён орденом Славы 2-й степени.
29 апреля 1945 года при форсировании реки Шпре Николай Шапошников в том же составе прямой наводкой разбил 2 пулемета. 30 апреля 1945 года в Берлине при штурме рейхстага вывел из строя зенитное и самоходное орудия, пулемёт, автомашину с автоматчиками.
Указом Президиума Верховного Совета СССР от 15 мая 1946 года за образцовое выполнение заданий командования в боях с немецко-вражескими захватчиками старший сержант Шапошников Николай Степанович награждён орденом Славы 1-й степени, став полным кавалером ордена Славы.
В 1946 году демобилизован из рядов Вооружённых Сил СССР. Живёт в селе Никифоровцы Немировского района Винницкой области Украины. Возглавлял строительную бригаду, работал слесарем в совхозе. 10 раз избирался депутатом сельсовета. В последние годы возглавлял Совет ветеранов.
Ушёл из жизни 16 декабря 2004 года.

## Награды
Награждён орденами Отечественной войны 1-й степени, Красной Звезды, Славы 1-й, 2-й и 3-й степеней, медалями, среди которых «За отвагу», «За оборону Сталинграда», «За освобождение Варшавы», «За взятие Берлина». Участник юбилейного — 50-го Парада Победы в Москве на Красной площади 1995 года.